# Ludovico II il Giovane
Ludovico II, detto il Giovane oppure Luigi II il Giovane (1º novembre 825 – Ghedi, 12 agosto 875), è stato un sovrano franco, Re d'Italia dall'850 (associato alla corona già dall'844), Imperatore dei Romani dall'855 (era co-imperatore dall'850) ed anche re di Provenza dall'863 alla sua morte. Veniva chiamato dai suoi contemporanei Imperatore d'Italia (Imperator Italiae).

## Origine
Era il figlio primogenito del re d'Italia (822-850), poi Imperatore d'Occidente e re di Lotaringia (840-855), Lotario I (795-† 855), e di Ermengarda di Tours (?-† 851), figlia di Ugo di Tours, membro della famiglia degli Eticonidi, che vantavano la loro discendenza dai re merovingi. Ludovico II era nipote quindi di Ludovico il Pio (778-† 840, imperatore d'Occidente dall'814) e di Ermengarda di Hesbaye (780-† 818).

## Biografia
Nell'842, secondo lo storico francese esperto di genealogie Christian Settipani, Ludovico fu fidanzato con una delle figlie di Teodora, la vedova dell'imperatore Teofilo, madre e reggente del nuovo imperatore, Michele III. Il fidanzamento fu rotto l'anno successivo. Designato re d'Italia nell'839, nell'844, secondo gli Annales Bertiniani, fu inviato dal padre in Italia con il compito di restaurare l'autorità imperiale a Roma e in quella città fu incoronato da papa Sergio II, il 15 giugno 844.
I Saraceni, con i loro attacchi in Italia Meridionale, nell'846 erano giunti a minacciare Roma e nel mese di agosto avevano saccheggiato la basilica di San Pietro, che si trovava fuori le mura, profanando la tomba del primo apostolo. Ludovico intervenne, ma fu sconfitto dai Saraceni e a stento riuscì a raggiungere Roma. I saraceni, secondo una leggenda riportata negli Annales Bertiniani, nell'847 perirono tutti a seguito di un naufragio ed il loro bottino, disperso in mare, fu ritrovato in parte sul litorale e riconsegnato a San Pietro.
Nell'847 il padre Lotario ideò una spedizione contro i Saraceni, che avevano occupato il Beneventano, avvicinandosi nuovamente a Roma. Egli pose Ludovico al comando della stessa, che riuscì nell'848 a sconfiggere i saraceni e a liberare Benevento. Dopo aver ottenuto la riappacificazione dei principi longobardi di Salerno e Benevento, nell'850 Ludovico venne unto da papa Leone IV e incoronato co-Imperatore. Sempre in quell'anno, suo padre Lotario, ritiratosi nel suo regno di Lotaringia, rinunciò alla corona d'Italia e Ludovico, ormai unico re, dovette tenere a bada i Saraceni.

Divisione del regno di Lotaringia dopo la Ripartizione di Prüm, avvenuta poco prima della morte di Lotario I, nell'855. In rosa, i territori di Ludovico II, dove si cominciava a delineare lo stato pontificio (in giallo).

Secondo il cronista Reginone, nell'851, morì Ermengarda di Tours, la madre di Ludovico. Sempre nell'851, Ludovico si era fidanzato con Engelberga o Angilberga, di cui non si conoscono gli ascendenti; ma secondo alcuni storici Engelberga era probabilmente la figlia di Adelchi I, conte di Parma e duca di Spoleto. Sembra però che la relazione tra i due fosse cominciata in un periodo imprecisato tra l'848 e l'851, prima del matrimonio; il legame portò al concepimento della primogenita della coppia, Gisla: per regolare la loro relazione quindi retrodatarono il contratto matrimoniale all'ottobre 851. Il matrimonio fu celebrato l'anno successivo; comunque, da un documento di una donazione dell'860 Angilberga risulta essere la moglie dell'augusto imperatore Ludovico II. L'evento sancì l'ascesa dei Supponidi, emarginando altri clan come quello degli Hucpoldingi, dinastia a cui apparteneva Hucpold.

Divisione del regno di Lotaringia dopo la morte di Carlo di Provenza.

L'impero carolingio dopo il Trattato di Meerssen (870).

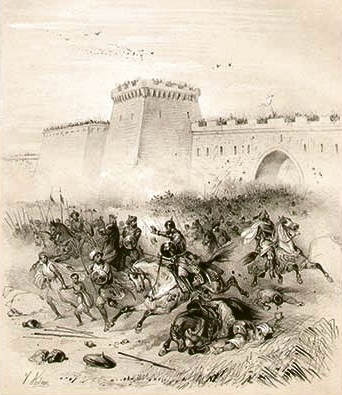
Ludovico II alla presa di Bari, nell'871.

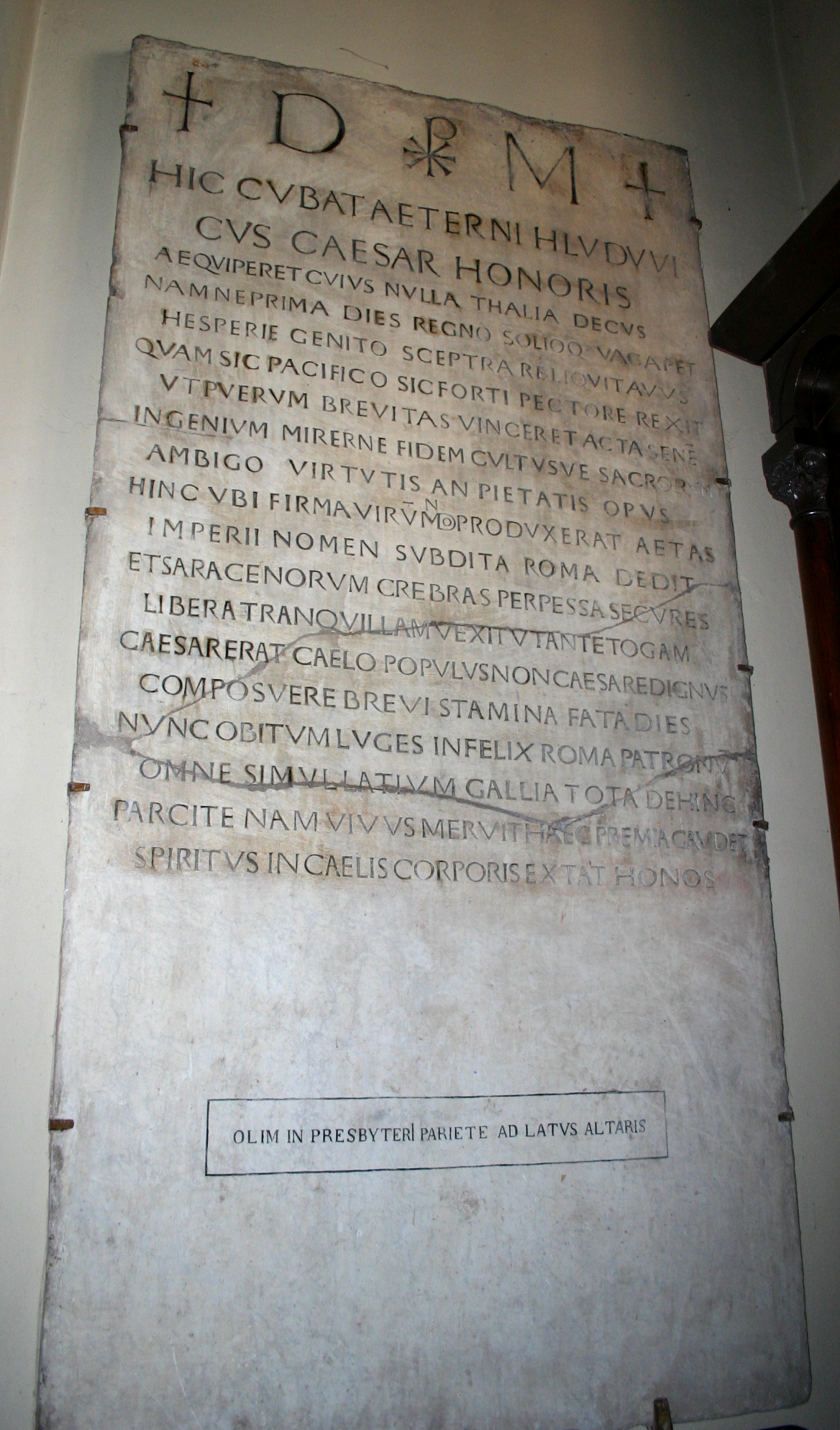
La lapide tombale di Ludovico II nella Basilica di Sant'Ambrogio, a Milano.

Negli anni 851 e 852, Ludovico II intervenne nuovamente a Benevento liberandola da una banda di Saraceni che vi si era insediata. Poi si diresse in Puglia, dove non riuscì a liberare Bari. Dopo il suo rientro al nord i saraceni ripresero le scorrerie che portarono al saccheggio dell'abbazia di Montecassino. Nell'855, il padre Lotario I si ammalò seriamente e, disperando della guarigione, rinunciò al trono e si fece monaco nell'abbazia di Prüm; prima di morire, secondo Reginone, con la ripartizione di Prüm divise il suo regno, la Lotaringia, tra i tre figli:
- a Ludovico (o Luigi) II, primogenito, furono confermati il trono d'Italia (era già re d'Italia) ed il titolo imperiale (era già co-Imperatore)
- a Lotario II (835 - 869), secondogenito, spettarono, oltre che la Frisia, i territori compresi tra il fiume Reno a est, il fiume Schelda ad ovest e i monti Giura (con la Borgogna Cisgiurana) e la Savoia, inclusi, a sud, col titolo di re di Lotaringia
- a Carlo (ca. 845 – 863), terzogenito, toccarono la Provenza, Lione e la Borgogna Transgiurana, col titolo di re di Provenza

Carlo, il terzogenito, era ancora un bambino e, secondo gli Annales Bertiniani, era anche epilettico, per cui i suoi fratelli maggiori, a Orbe, cercarono di convincerlo a rinunciare al regno che il padre gli aveva destinato e a farsi tonsurare, ma i nobili provenzali si ribellarono a tale proposta (secondo gli Annales Bertiniani la causa fu la mancanza di accordo tra i fratelli maggiori) e Carlo mantenne il trono. In quello stesso anno i Saraceni devastarono Napoli.
I suoi fratelli, Lotario II e Carlo, nell'858 avevano trovato un accordo per l'eredità del regno di Provenza, nel caso che Carlo fosse morto senza eredi, con un trattato che garantiva il regno a Lotario in cambio della cessione di alcuni territori al fratello. Ma dopo che era sorto il problema del divorzio tra suo fratello Lotario II e Teoberga (o Teutberga), Ludovico si riconciliò col fratello, appoggiando l'annullamento del matrimonio di quest'ultimo da Teutberga, convinto di poter influenzare Papa Nicola I, dopo che, nell'858, ne aveva favorito l'elezione.
Nell'859, Ludovico ottenne da Lotario le città di Ginevra, Losanna e Sion. Il giorno della Pentecoste dell'860, Ludovico incontrò i fratelli Carlo e Lotario nella chiesa di San Castore, fuori le mura di Coblenza, stipulando un trattato di pace, la pace di Coblenza, destinato però a essere infranto già nell'869.
Nell'862, con l'appoggio di Ludovico II e dello zio Ludovico il Germanico, Lotario II convocò un secondo concilio ad Aquisgrana, dove il sinodo dei vescovi annullò il matrimonio con Teoberga, per cui Lotario fu finalmente libero di sposare la sua concubina, Waldrada. Il matrimonio fu celebrato nello stesso anno (862).
Carlo, oppresso dalla malattia, morì nell'863, senza eredi, rendendo vacante il trono di Provenza, che secondo l'accordo dell'858 tra Carlo e Lotario sarebbe dovuto toccare a quest'ultimo; ma Ludovico II occupò la Provenza prima dell'arrivo di Lotario e, con l'appoggio dei maggiorenti, si appropriò del regno. L'altro fratello, Lotario II, venuto a conoscenza della cosa arrivò in Provenza. La guerra fu evitata con un accordo in cui Ludovico assunse il titolo regale, mentre una parte di territori della Borgogna Transgiurana appartenuti al defunto Carlo venne assegnata a Lotario.
Pochi mesi dopo, entrò in conflitto con Nicola I poiché questi aveva manifestato la propria opposizione all'annullamento del matrimonio del fratello con Teoberga ed al riconoscimento del nuovo matrimonio di Lotario con Waldrada. A seguito della decisione del papa di deporre i vescovi che, a Metz, avevano appoggiato il riconoscimento del secondo matrimonio, Ludovico si pose al comando di un esercito e raggiunse Roma nel febbraio dell'864. Ammalatosi durante l'assedio, si rappacificò con il papa e tornò a Pavia.
In questa città, sede formale del regno d'Italia, tenne nell'865 un'assemblea che pose le basi della più importante spedizione contro i Saraceni di tutto il suo regno. Nell'866, accompagnato dalla moglie, marciò su Benevento, ma l'intrapresa apparve presto inutile senza l'appoggio di una flotta (l'anno seguente Ludovico pose l'assedio a Bari, senza ottenere alcun risultato, non avendo la flotta per bloccare gli accessi dal mare). Ludovico cercò quindi un accordo con l'Imperatore Romano d'Oriente (Basileus) Basilio I, promettendo la figlia Ermengarda in sposa al figlio del Basileus, Symbatios/Costantino, ma non avendo mantenuto l'impegno matrimoniale la flotta bizantina, che si era presentata di fronte a Bari, si ritirò senza intervenire.
Con Basilio Ludovico non rinunciò ad affermare la sua dignità imperiale, rivendicando il titolo di "Imperatore dei Romani" al posto di "Imperatore dei Franchi", utilizzato dalle lettere dell'imperatore bizantino. Nell'869 penetrò all'interno della Puglia, più precisamente nell'Istmo salentino (area tra Taranto e Brindisi), riconquistando ai longobardi l'importante città di Oria, e regalò alla moglie Angelberga la corte di Dova Superiore, usata per cacciare e svagarsi.
Nel novembre dell'867 era morto papa Nicola I, cui era succeduto papa Adriano II, con l'appoggio di Ludovico, che aveva mantenuto lo stesso atteggiamento del predecessore nei confronti di suo fratello Lotario II. Quest'ultimo, l'anno successivo (869), si era dato da fare, con l'aiuto di Ludovico e della cognata Engelberga, per far recedere papa Adriano dalla sua posizione, ed era morto senza aver ottenuto il riconoscimento del matrimonio con Waldrada; i suoi figli furono dichiarati bastardi.
E mentre il legittimo erede, Ludovico II, era impegnato in Italia, ma soprattutto non aveva un grosso seguito tra i nobili di Lotaringia, gli zii Ludovico il Germanico, re dei Franchi Orientali, e Carlo il Calvo, re dei Franchi Occidentali, che invece avevano parecchi sostenitori tra la nobiltà della Lotaringia, poterono reclamare la successione, impossessandosi dei domini del nipote. L'anno seguente sancirono la spartizione col trattato di Meerssen (870).
I due fratelli ignorarono nella spartizione Ludovico II, il quale si rivolse al papa Adriano II per perorare la sua causa. Il pontefice mandò due ambasciatori nelle corti di Carlo e Ludovico allo scopo di far risolvere le questioni al vescovo di Reims Incmaro. Questi ignorò il volere del papa mostrandosi leale nei confronti del suo sovrano Carlo, garantendo a lui e al fratello i territori che si erano spartiti. Nell'871, dopo aver fatto un appello a tutti i sudditi della province marittime, Ludovico II riuscì a conquistare Bari, roccaforte musulmana dalla quale partivano le scorrerie saracene nell'Adriatico.
Rinunciando formalmente alla Lotaringia, Ludovico cercò di unificare la penisola progettando un attacco contro le roccaforti bizantine e longobarde rimaste autonome. Stabilita la sua sede a Benevento, nell'agosto dell'871 fu attaccato nel suo palazzo dalle forze longobarde guidate dal duca della città Adelchi. Venne liberato solo dopo aver promesso solennemente che non si sarebbe vendicato. In quell'occasione si era diffusa la notizia che fosse morto; i suoi zii, Carlo il Calvo e Ludovico II il Germanico, inviarono immediatamente truppe in Italia per impadronirsi del regno, ma trovando Ludovico in buona salute dovettero rientrare.

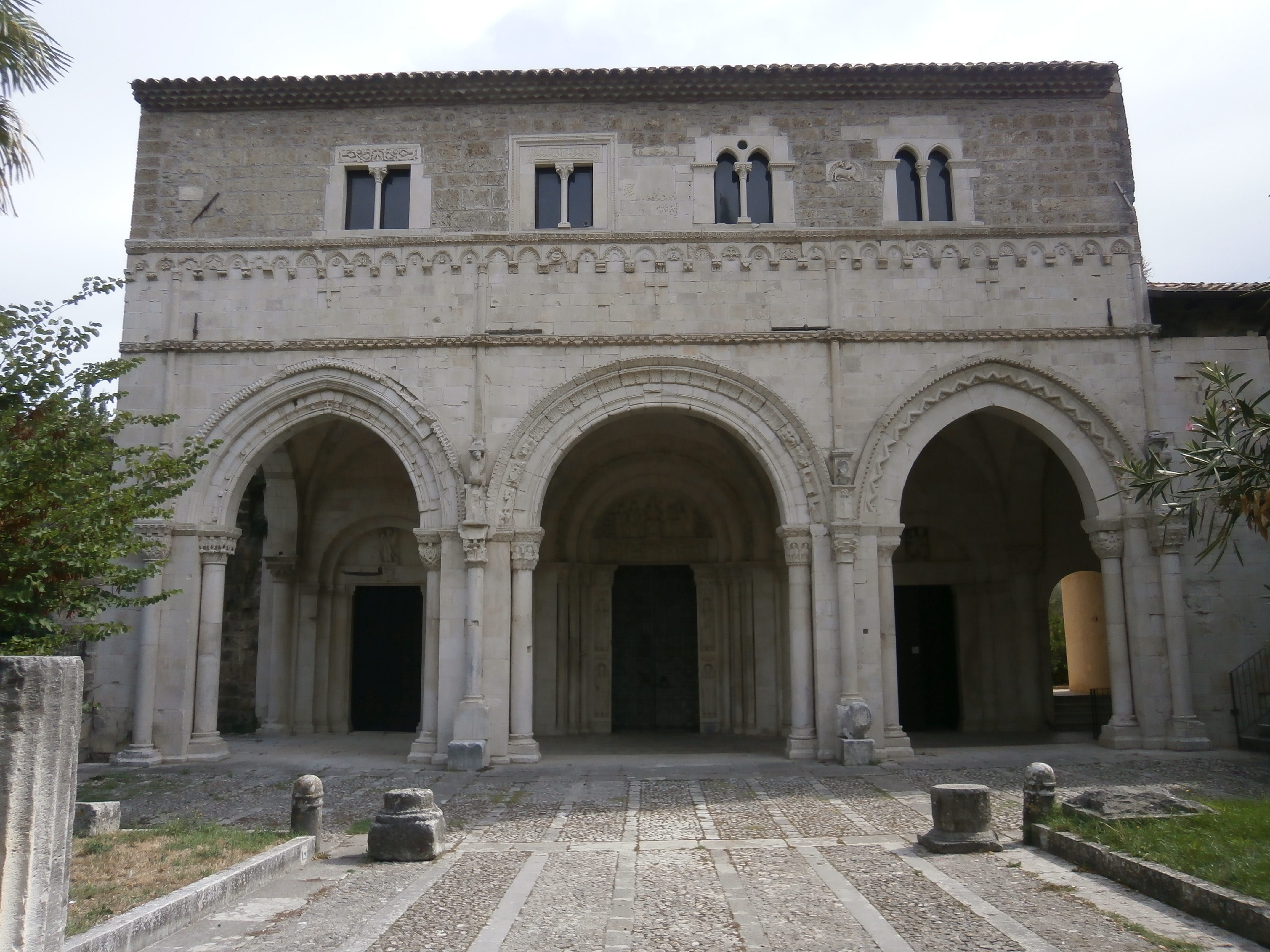
Abbazia di San Clemente a Casauria, monastero benedettino abruzzese fondato da Ludovico in ringraziamento della liberazione da Adelchi

Successivamente si diresse a Roma, dove il papa Adriano II, nell'872, lo incoronò una seconda volta Imperatore e lo liberò dal vincolo del giuramento. Nell'873 respinse i saraceni presso Capua, mentre fallì il suo tentativo di punire i feudatari ribelli. In questo contesto, Lotario in onore di Clemente papa fondò negli Abruzzi l'abbazia di San Clemente a Casauria, importante cenobio benedettino.
Ritornato nel Nord, morì nei pressi di Ghedi, in provincia di Brescia, il 12 agosto 875 e fu sepolto sette giorni dopo nella basilica di Sant'Ambrogio a Milano. Il suo corpo è andato perduto durante i successivi ampliamenti della basilica, ma è stata conservata la lastra tombale, che è stata murata. Lo zio Carlo il Calvo, che per primo ricevette la notizia della morte di Ludovico, invase l'Italia riuscendo così a succedergli sul trono di Provenza, sul trono d'Italia e su quello imperiale.

## Discendenza
Ludovico II da Engelberga (830-ca. 890) ebbe due figlie:
- Gisela (851/5-† prima del 28 aprile 868), badessa del monastero femminile di San Salvatore di Brescia[37]; nata prima del matrimonio dei genitori[12];
- Ermengarda d'Italia (852/5-896), definita nipote (neptam nostram Hermingardam) da Carlo il Grosso[38], fu prima fidanzata col figlio dell'Imperatore Romano d'Oriente (Basileus) Basilio I, il co-imperatore, Symbatios[26], nell'876, poi sposò il conte di Vienne Bosone, reggente di Provenza, che, nell'879, fu eletto Re di Provenza.

## Ascendenza
|                        |                         |                       | Genitori            |  |  | Nonni |  |  | Bisnonni    |  |  | Trisnonni       |  |
|                        |                         |                       |                     |  |  |       |  |  | Carlo Magno |  |  | Pipino il Breve |  |
|                        |                         |                       |                     |  |  |       |  |  | Carlo Magno |  |  | Pipino il Breve |  |
|                        |                         | Bertrada di Laon      |                     |  |  |       |  |  | Carlo Magno |  |  |                 |  |
| Ludovico il Pio        |                         |                       |                     |  |  |       |  |  | Carlo Magno |  |  |                 |  |
|                        |                         | Ildegarda             | Geroldo di Vintzgau |  |  |       |  |  |             |  |  |                 |  |
|                        |                         | Ildegarda             | Geroldo di Vintzgau |  |  |       |  |  |             |  |  |                 |  |
|                        |                         | Ildegarda             | Emma d'Alemannia    |  |  |       |  |  |             |  |  |                 |  |
| Lotario I              |                         | Ildegarda             |                     |  |  |       |  |  |             |  |  |                 |  |
|                        |                         | Ingramm di Hesbaye    | Sigram di Hesbaye   |  |  |       |  |  |             |  |  |                 |  |
|                        |                         | Ingramm di Hesbaye    | Sigram di Hesbaye   |  |  |       |  |  |             |  |  |                 |  |
|                        |                         | Ingramm di Hesbaye    | …                   |  |  |       |  |  |             |  |  |                 |  |
| Ermengarda di Hesbaye  |                         | Ingramm di Hesbaye    |                     |  |  |       |  |  |             |  |  |                 |  |
|                        |                         | Rotrude               | …                   |  |  |       |  |  |             |  |  |                 |  |
|                        |                         | Rotrude               | …                   |  |  |       |  |  |             |  |  |                 |  |
|                        |                         | Rotrude               | …                   |  |  |       |  |  |             |  |  |                 |  |
| Ludovico II il Giovane |                         | Rotrude               |                     |  |  |       |  |  |             |  |  |                 |  |
|                        | Liutfrido II di Sundgau | Liutfrido I d'Alsazia |                     |  |  |       |  |  |             |  |  |                 |  |
|                        | Liutfrido II di Sundgau | Liutfrido I d'Alsazia |                     |  |  |       |  |  |             |  |  |                 |  |
|                        | Liutfrido II di Sundgau | Iltrude               |                     |  |  |       |  |  |             |  |  |                 |  |
| Ugo di Tours           | Liutfrido II di Sundgau |                       |                     |  |  |       |  |  |             |  |  |                 |  |
|                        |                         | Iltrude di Wormsgau   | …                   |  |  |       |  |  |             |  |  |                 |  |
|                        |                         | Iltrude di Wormsgau   | …                   |  |  |       |  |  |             |  |  |                 |  |
|                        |                         | Iltrude di Wormsgau   | …                   |  |  |       |  |  |             |  |  |                 |  |
| Ermengarda di Tours    |                         | Iltrude di Wormsgau   |                     |  |  |       |  |  |             |  |  |                 |  |
|                        |                         | …                     | …                   |  |  |       |  |  |             |  |  |                 |  |
|                        |                         | …                     | …                   |  |  |       |  |  |             |  |  |                 |  |
|                        |                         | …                     | …                   |  |  |       |  |  |             |  |  |                 |  |
| Ava/Bava               |                         | …                     |                     |  |  |       |  |  |             |  |  |                 |  |
|                        |                         | …                     | …                   |  |  |       |  |  |             |  |  |                 |  |
|                        |                         | …                     | …                   |  |  |       |  |  |             |  |  |                 |  |
|                        |                         | …                     | …                   |  |  |       |  |  |             |  |  |                 |  |
|                        |                         | …                     |                     |  |  |       |  |  |             |  |  |                 |  |

### Generale
- (DE) Ludovico II il Giovane, Ludovici 2. Diplomata, Roma, nella sede dell'Istituto, 1994. URL consultato l'11 marzo 2015.

### Fonti primarie
- (LA)  Monumenta Germanica Historica, tomus primus.
- (LA)  Annales Bertiniani.
- (LA)  Monumenta Germaniae Historica, Diplomata Karolinorum, tomus IV.
- (LA)  Monumenta Germaniae Historica, Diplomata Regum Germaniae ex Stirpe Karolinorum, tomus II.

### Letteratura storiografica
- M. Canard, Bisanzio e il mondo musulmano alla metà dell'XI secolo, in «Storia del mondo medievale», vol. II, 1979, pp. 273–312
- F. Dvornik, Costantinopoli e Roma, in «Storia del mondo medievale», vol. II, 1979, pp. 516–557
- Luca Gianazza, Roma, Museo Nazionale Romano. La collezione di monete di Vittorio Emanuele III. La zecca di Milano. Da Ludovico II a Berengario II e Adalberto (855-961), Istituto Poligrafico e zecca di Stato, Roma, 2012, ISSN 0392-971X
- René Poupardin, I regni carolingi (840-918), in «Storia del mondo medievale», vol. II, 1979, pp. 583–635
- Louis Halphen, Il regno di Borgogna, in «Storia del mondo medievale», vol. II, 1979, pp. 807–821